# St. Johannes (Zieko)

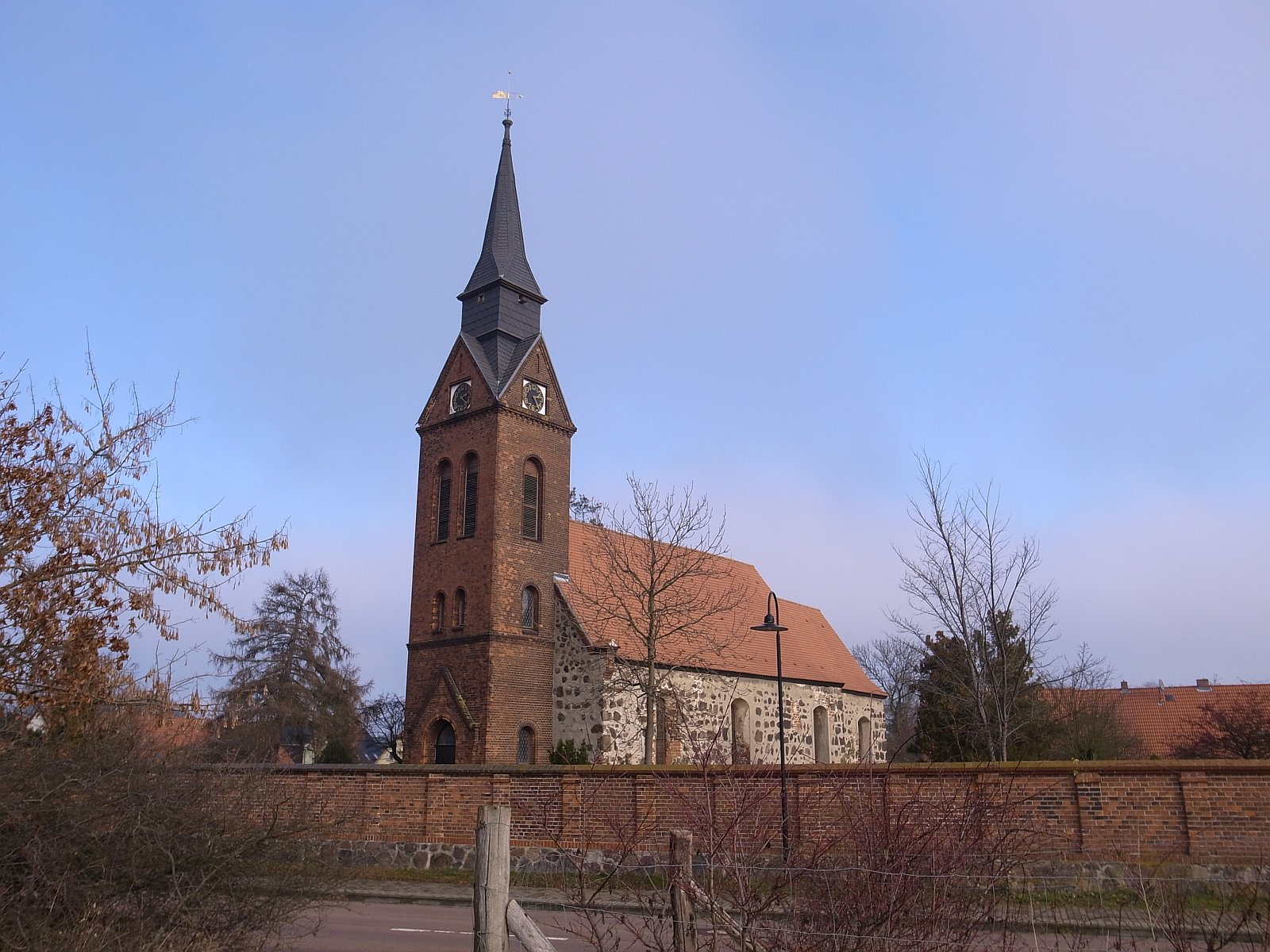
Zieko, St. Johannes-Kirche

Die evangelische Dorfkirche St. Johannes ist eine im Kern spätromanische Saalkirche im Ortsteil Zieko von Coswig (Anhalt) im Landkreis Wittenberg in Sachsen-Anhalt. Sie gehört zur Hoffnungsgemeinde Zieko im Kirchenkreis Zerbst der Evangelischen Landeskirche Anhalts. Namensgeber der Kirche ist Johannes der Täufer.

## Geschichte und Architektur
Die spätromanische Saalkirche aus Feldsteinbauwerk hat einen annähernd quadratischen Chor mit einer halbrunden Apsis. Durch erhaltene hölzerne Türstürze lässt sich die Bauzeit der Kirche auf die Zeit zwischen 1183 und 1203 eingrenzen. Der Innenraum wurde im Barock vollständig erneuert. Der quadratische Westturm von ca. 24 m Höhe wurde 1894 erbaut, nachdem der Vorgänger baufällig geworden war und abgerissen werden musste. Das Innere ist flach gedeckt und wird durch einen spätromanischen Triumphbogen gegliedert. Im Schiff ist eine barocke Hufeisenempore eingezogen, die auf der Nordseite bis zum Triumphbogen geführt ist. Restaurierungsarbeiten am Turm erfolgten im Jahr 1992, am Dach 1994 und um 2000 im Innenraum.

## Ausstattung
Der Altar stammt aus dem Ende des 17. Jahrhunderts. Er hat einen klaren architektonischen Aufbau. Auf dem Altarbild ist die Kreuzigung Christi dargestellt, auf der Predella das Abendmahl Jesu. Der Altaraufsatz zeigt eine Auferstehung Christi. Seitlich sind Wangen aus vegetabilem Schnitzwerk angebracht. Auf den Giebelsegmenten sind Putti mit Palmzweigen, als Bekrönung war einst das Lamm Gottes dargestellt.
Die Kanzel aus der Zeit um das Jahr 1700 ist mit einem polygonalen Korb gestaltet, der auf einer dünnen gedrehten Säule ruht. In den Füllungen sind Christus und die Apostel gemalt, an den Ecken ist vegetabiles Schnitzwerk angebracht. Den Abschluss bildet ein kronenartiger Schalldeckel. Ein achteckiges gotisches Taufbecken in Kelchform gehört weiter Ausstattung, ferner Pfarr- und Patronatsgestühl mit einfachem Gitterwerk im Chor, außerdem barockes Kastengestühl im Schiff.
Zwei Bronzeglocken sind auf die Jahre 1495 und 1690 datiert, die letztere ist ein Werk von Johannes Koch aus Zerbst. Die Orgel der Firma Rühlmann wurde um das Jahr 2000 ausgelagert.
Außen an der Chornordwand sind drei Pastorengrabsteine des 17. und 18. Jahrhunderts angebracht. Nordöstlich vor der Kirche befindet sich das Kriegerdenkmal Zieko.